# Saison 1986 de la NFL
Navigation
Édition précédente Édition suivante
La saison 1986 de la NFL est la 67e saison de la National Football League. Elle voit le sacre des New York Giants à l'occasion du Super Bowl XXI.

## Classement général
| Qualifié en play-offs |

| AFC Est              |      |      |      |        |          |            |
| Franchise            | Vic. | Déf. | Nuls | % vic. | Pts pour | Pts contre |
| New England Patriots | 11   | 5    | 0    | .688   | 412      | 307        |
| New York Jets        | 10   | 6    | 0    | .625   | 364      | 386        |
| Miami Dolphins       | 8    | 8    | 0    | .500   | 430      | 405        |
| Buffalo Bills        | 4    | 12   | 0    | .250   | 287      | 348        |
| Indianapolis Colts   | 3    | 13   | 0    | .188   | 229      | 400        |
| AFC Central          |      |      |      |        |          |            |
| Franchise            | Vic. | Déf. | Nuls | % vic. | Pts pour | Pts contre |
| Cleveland Browns     | 12   | 4    | 0    | .750   | 391      | 310        |
| Cincinnati Bengals   | 10   | 6    | 0    | .625   | 409      | 394        |
| Pittsburgh Steelers  | 6    | 10   | 0    | .375   | 307      | 336        |
| Houston Oilers       | 5    | 11   | 0    | .313   | 274      | 329        |
| AFC Ouest            |      |      |      |        |          |            |
| Franchise            | Vic. | Déf. | Nuls | % vic. | Pts pour | Pts contre |
| Denver Broncos       | 11   | 5    | 0    | .688   | 378      | 327        |
| Kansas City Chiefs   | 10   | 6    | 0    | .625   | 358      | 326        |
| Seattle Seahawks     | 10   | 6    | 0    | .625   | 366      | 293        |
| Los Angeles Raiders  | 8    | 8    | 0    | .500   | 323      | 346        |
| San Diego Chargers   | 4    | 12   | 0    | .250   | 335      | 396        |

| NFC Est             |      |      |      |        |          |            |
| Franchise           | Vic. | Déf. | Nuls | % vic. | Pts pour | Pts contre |
| New York Giants     | 14   | 2    | 0    | .875   | 371      | 236        |
| Washington Redskins | 12   | 4    | 0    | .750   | 368      | 296        |
| Dallas Cowboys      | 7    | 9    | 0    | .438   | 346      | 337        |
| Philadelphia Eagles | 5    | 10   | 1    | .344   | 256      | 312        |
| St. Louis Cardinals | 4    | 11   | 1    | .281   | 218      | 351        |
| NFC Central         |      |      |      |        |          |            |
| Franchise           | Vic. | Déf. | Nuls | % vic. | Pts pour | Pts contre |
| Chicago Bears       | 14   | 2    | 0    | .875   | 352      | 187        |
| Minnesota Vikings   | 9    | 7    | 0    | .563   | 398      | 273        |
| Detroit Lions       | 5    | 11   | 0    | .313   | 277      | 326        |
| Green Bay Packers   | 4    | 12   | 0    | .250   | 254      | 418        |
| Tampa Bay Buccs     | 2    | 14   | 0    | .125   | 239      | 473        |
| NFC Ouest           |      |      |      |        |          |            |
| Franchise           | Vic. | Déf. | Nuls | % vic. | Pts pour | Pts contre |
| San Francisco 49ers | 10   | 5    | 1    | .656   | 374      | 247        |
| Los Angeles Rams    | 10   | 6    | 0    | .625   | 309      | 267        |
| Atlanta Falcons     | 7    | 8    | 1    | .469   | 280      | 280        |
| New Orleans Saints  | 7    | 9    | 0    | .438   | 288      | 287        |

- New York Jets gagne la première Wild Card de l'AFC en raison des résultats enregistrés en conférence (8-4) contre 9-5 pour Kansas City, 7-5 pour Seattle et Cincinnati.
- Kansas City gagne la seconde Wild Card de l'AFC en raison des résultats enregistrés en conférence (9-5) contre 7-5 pour Seattle et Cincinnati.

## Play-offs
Les équipes évoluant à domicile sont nommées en premier. Les vainqueurs sont en gras

### AFC
- Wild Card : 
  - 28 décembre 1986 : New York Jets 35-15 Kansas City
- Premier tour : 
  - 3 janvier 1987 :  Cleveland 23-20 New York Jets, après prolongation
  - 4 janvier 1987 : Denver 22-17 New England
- Finale AFC : 
  - 11 janvier 1987 : Cleveland 20-23 Denver, après prolongation

### NFC
- Wild Card : 
  - 28 décembre 1986 : Washington 19-7 Los Angeles Rams
- Premier tour : 
  - 3 janvier 1987 : Chicago 13-27 Washington
  - 4 janvier 1987 : New York Giants 49-3 San Francisco
- Finale NFC : 
  - 11 janvier 1987 : New York Giants 17-0 Washington

### Super Bowl XXI
Le Super Bowl XXI a lieu le 25 janvier 1987. Les New York Giants (NFC) battent Denver (AFC) 39-20 au Rose Bowl Stadium de Pasadena